# Krokodilok

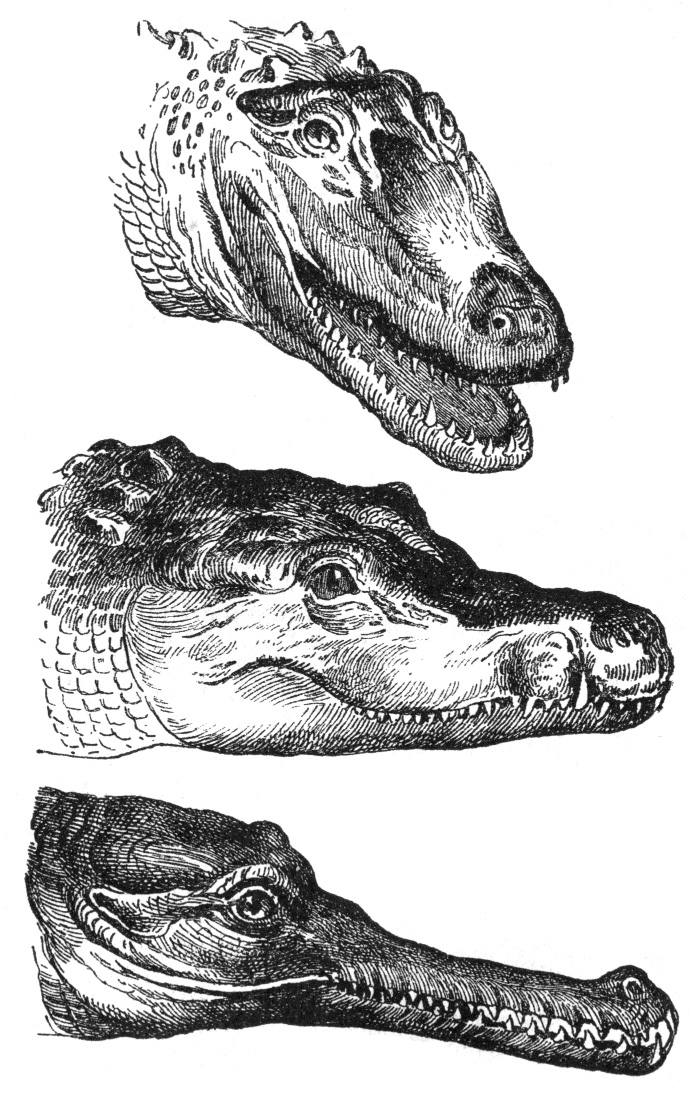
Fentről lefelé: mississippi aligátor (Alligator mississippiensis), nílusi krokodil (Crocodylus niloticus) és gangeszi gaviál (Gavialis gangeticus)

A krokodilok (Crocodylia) a hüllők (Reptilia vagy Sauropsida) osztályába tartozó egyik rend. Ma élő legközelebbi rokonaik a madarak (Aves), melyekkel Monofiletikus csoportot alkotnak. A krokodilok a hüllők osztályának Archosauromorpha alosztályágába tartoznak, legközelebbi rokonaik az Aetosauria, Phytosauria, Rauissuchia rendek. E négy csoportot Crurotarsi kládba vonják. Az ezzel testvércsoport Ornithodira kládba tartoznak a pteroszauruszok (Pterosauria) és a dinoszauruszok (Dinosauria), ahová a madarak is beoszthatók.

## A krokodilok jellemzése

### Általános testfelépítés és kültakaró
A krokodilok alkata gyíkszerű, hát–hasi irányban kissé lapítottak, fejük erősen megnyúlt, arckoponyájuk erőteljes, rövid nyakon foglal helyet. Farkuk hossza megegyezik a test hosszával, de oldalirányban lapított; evezőszervként működik a vízben. A krokodilok kültakarója rendkívül erős, páncélszerű – innen ered régebbi nevük: páncélos hüllők. A szarupikkelyek egységes szarulemezekké és szarupajzsokká forrtak össze, amelyeket alulról még csontos pajzsok is erősítenek. A hátoldal pikkelyei sokkal erősebbek, sötétebb, zöldes, barnás színűek, szabályos elrendeződésűek, a farokrész peremén felfelé álló szaruperem is található. A hasoldal pikkelyei vékonyabbak, gyengébbek, és szennyes sárga színűek. A fajmeghatározásnál különösen nagy jelentősége van a tarkón található szarupajzsok alakjának és elhelyezkedésének.

### Csontvázrendszer
A krokodilok csontvázrendszere számos különlegességet mutat. Koponyájuk megnyúlt, lapos, a fej csúcsán található a szemüreg. A koponya diapszida-típusú, vagyis két két–két halántékablak található rajta, hasonlóan a Lepidosauromorpha hüllőkhöz. Mint az a több Archosauria hüllőre is jellemző, az egyik halántékablak nem nyílik ki, ellenben van egy szemüreg alatti harmadik kisebb koponyanyílás. Ezért is nevezik a koponyájukat triapszida-típusúnak. A koponyacsontok erősen összenőttek, a szájpadlás erőteljesen elcsontosodott, a koponyacsontok és a fejbőr is elválaszthatatlanul egymáshoz nőttek.
A fogak nem ránőtt fogak, mint a többi hüllőnél tapasztalhatjuk, hanem valódi gyökeres fogak, beleékelődnek az arckoponyába. A foggyökér mindig csak egyszerű. Rágásra nem alkalmasak, csak az áldozat megragadására és darabokra tépésére. Minden fog egyforma alakú, kúpos, csak kissé görbül hátra. Különbség a fogak méretében van. Ha egy fog letörik az alatta lévő pótlófog kinyomja az eredeti gyökerét, és előbújik az új fog. A krokodilok polyphyodontok, azaz olyan állatok amelyek a fogaikat folyamatosan pótolják. Képesek akár 50-szer is kicserélni minden fogukat az életük során. A felső állcsont szájpadlása erősen elcsontosodik, ezzel védve az agyat a nagyobb falatok egészben való lenyelésekor.
A gerincoszlop erőteljes, rajta ún. csigolyabordák találhatók, mely ősi bélyeg a hüllők között. A hátgerincben 9 nyak-, 12–13 hát-, 2–4 lágyék, 2–3 kereszt- és 34–42 farkcsigolya van. A csigolyák hátsó fele domború, elülső része pedig homorú, hogy a hátulsóval összepasszoljon. A 12–13 kétfejű, Y alakú horogszerű nyújtványokkal ellátott bordán kívül vannak még különleges, vékony, a gerincoszloppal össze nem növő csontos hasi bordák is, melyek a hasizmok rétegei között 7–8 harántsorban helyezkednek el. Ezek elöl az utolsó borda porcos részére és a mellcsont porcos nyújtványára támaszkodnak, hátul pedig a fancsontra illeszkednek, és így az ún. hasmellcsontot alkotják. Még a nyakcsigolyáknak is vannak rövid, kétfejű, szabad végükön bárd alakú bordáik. A kulcscsont hiányzik. Az előbb említett 12–13 mellkasi bordán különleges ún. horognyúlvány (Y alakú bordakapcsolat) található, amely a bordát a mögötte lévőre támasztja, ettől a mellkas alkotása kiváltképp erős lesz (ez a madarakra is jellemző, és konvergens módon jelentkezik a Lepidosauria alosztályágban is a felemásgyíkok között). A bordák szegycsonthoz kapcsolódnak. Végtagjaik gyengébb alkotású tolólábak, mely csak kissé emelik meg a testet, és nem támasztják alá. A láb ujjai között úszóhártyák feszülnek.

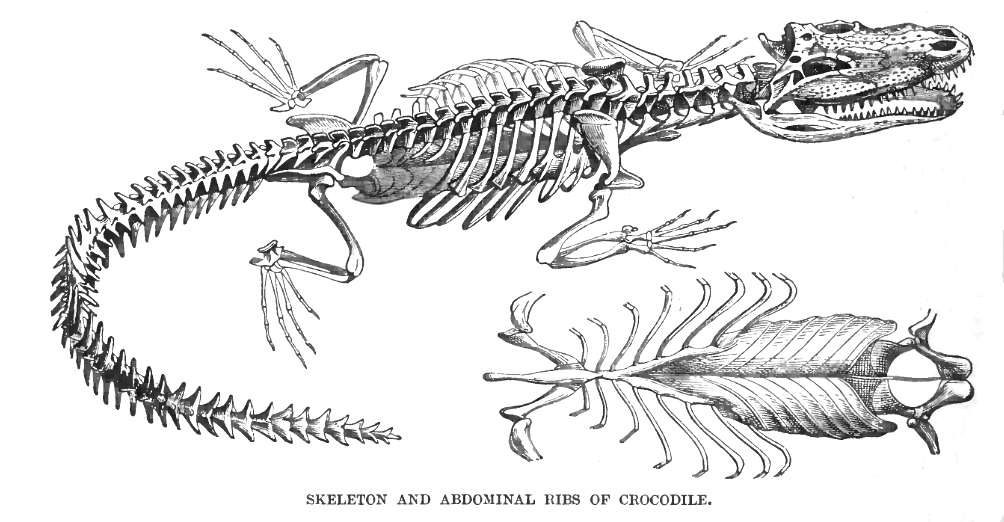
A krokodilok csontvázrendszere, mellette a hasmellcsont, és a hozzá kapcsolódó hasi bordák

### Emésztőrendszer
Igen különleges felépítésű az emésztőrendszer is. A rövid és lapos nyelv az alsó állkapocs aljához nő le teljes hosszában, ízlelőbimbókban gazdagnak mondható. Nyálmirigyeik nincsenek, a táplálékot mindig nedves állapotban nyelik le. A gyomor – hasonlóan a madarakhoz – kettős tagolódású, egyrészt áll egy mirigyes gyomorból, másrészt egy erősen fejlett simaizomzatú zúzógyomorból. Az állat még köveket is nyel, melyek segítik a zúzógyomorban a keményebb táplálék megőrlését. A két gyomor csak egy kis nyíláson át van összeköttetésben egymással. A rövid bélcsatorna a vékonyfalú, bolyhos gyomorvégi bélből s a zegzugosan haladó vékonybélből áll. A végbél rövid és széles, vakbél nélkül. A hasnyálmirigy eléggé, a kettőslebenyű máj erősen fejlett, az epehólyag körte alakú, a lép kicsiny. Az emésztőrendszer kloákában végződik, amely egy hosszanti hasíték a farok tövében.

### Vérkeringés
Az anyagszállító-rendszer messzemenően fejlettebb, mint a többi Reptiliáé. Szívük kis méretű, mely erős szívburokban foglal helyet. A szívben a kamrai válaszfal teljes. A bal kamrából ered a jobb, a jobb oldaliból pedig a bal osztóértörzs a tüdőosztóértörzzsel együtt. Eredete helyén mindkét értörzs nyílt összeköttetésben van egymással, amely azonban csak akkor szabad, ha a szívkamrák félhold alakú billentyűit a visszaözönlő vér bezárja. A kettős aortaív – tipikus szívformában – itt is megtalálható, és a vér a két aortaív között lévő kis nyíláson át tud keveredni, amely éppen elég, hogy ne alakulhasson ki állandó testhőmérséklet, tehát a hidegvérűség – amely a többi hüllőre is jellemző – megmarad.

### Légzés
A légzőrendszer alkotása is mutat különlegességeket. Zárható orrnyílásuk – szemhez hasonlóan – a fej magasabb részén található, így úgy képesek víz alatt maradni, hogy közben a víz felszíne fölött mindent látnak, és lélegezni képesek. A garatot egy puha, kötőszövetes lebennyel képesek elzárni, így a víz ott nem képes befolyni. A gégefő egy hasítékon át a nyelv töve mögött nyílik, kissé kiszélesedik, azután a légcsőben folytatódik, mely a nyakon végighúzódik, belép a mellüregbe s két hosszú, görbült csővé oszlik, amelyek aztán közvetlenül a két tüdő közepén levő nagy légtartóba, centrális üregekbe torkollnak. A belélegzett levegő ezekből áramlik át a számos redős kamrába. Tüdejük nagy mennyiségű levegőt képes befogadni, a víz alatt akár 1 óráig is bírják újabb levegővétel nélkül. A redős-kamrás tüdőhöz érdekes módon még légzsákok is kapcsolódnak, mely jellemző a madarakra, és a pteroszauruszoknál és a dinoszauruszoknál is fellelhető volt.

### Kiválasztás
Kiválasztásuk természetesen utóvesével történik, amint az a többi hüllőrendre, a madarakra és az emlősökre is jellemző. A lebenyes, sötétpiros vesék a lágyékcsigolyákhoz függeszkednek; húgyhólyag nincsen, a húgyvezeték szorosan az ondóvezeték mellett nyílik a kloákába.

### Idegrendszer

tolólábak (sprawling) járólábak (erect)

Az idegrendszer is igen fejlettnek mondható, az agy térfogata a testhez viszonyítva nagy. A krokodilok viselkedése sokkal összetettebb, mint a többi hüllőé; képesek megjegyezni nevelőjüket – akit így nem is bántanak, sőt engedik, hogy simogassa őket –, névre is hallgatnak. A nílusi krokodil például emlékezetből tudja, hogy mikor érkeznek a szavannán várakozó állatok a folyóhoz, hogy átkeljenek. Agyuk fejlett, felépítése a madarakéra emlékeztet, gyors reagálásra képes, plasztikus. Szemük felépítése egyezik a madarakéval, három szemhéjuk alakult: egy felső, egy alsó és egy átlátszó pislogóhártya. Látásuk viszonylag fejlett, a színeket csak kezdetlegesen képesek egymástól elkülöníteni. A szemek kicsiny szemüregben mélyen fekszenek a koponya belsejében. A koponya két oldalán találhatók a fülbemetszések, melyek bőrlebennyel elzárhatók. A fül külső és belső fülre tagolódik, a belső fülben már csiga található, amely a többi hüllőnél nincs meg. Szaglásuk nem túl kifinomult, a többi hüllőnél fejlett Jacobson-féle szerv itt csökevényes. Ízérzékelésük ellenben nagyon fejlett és kifinomult.

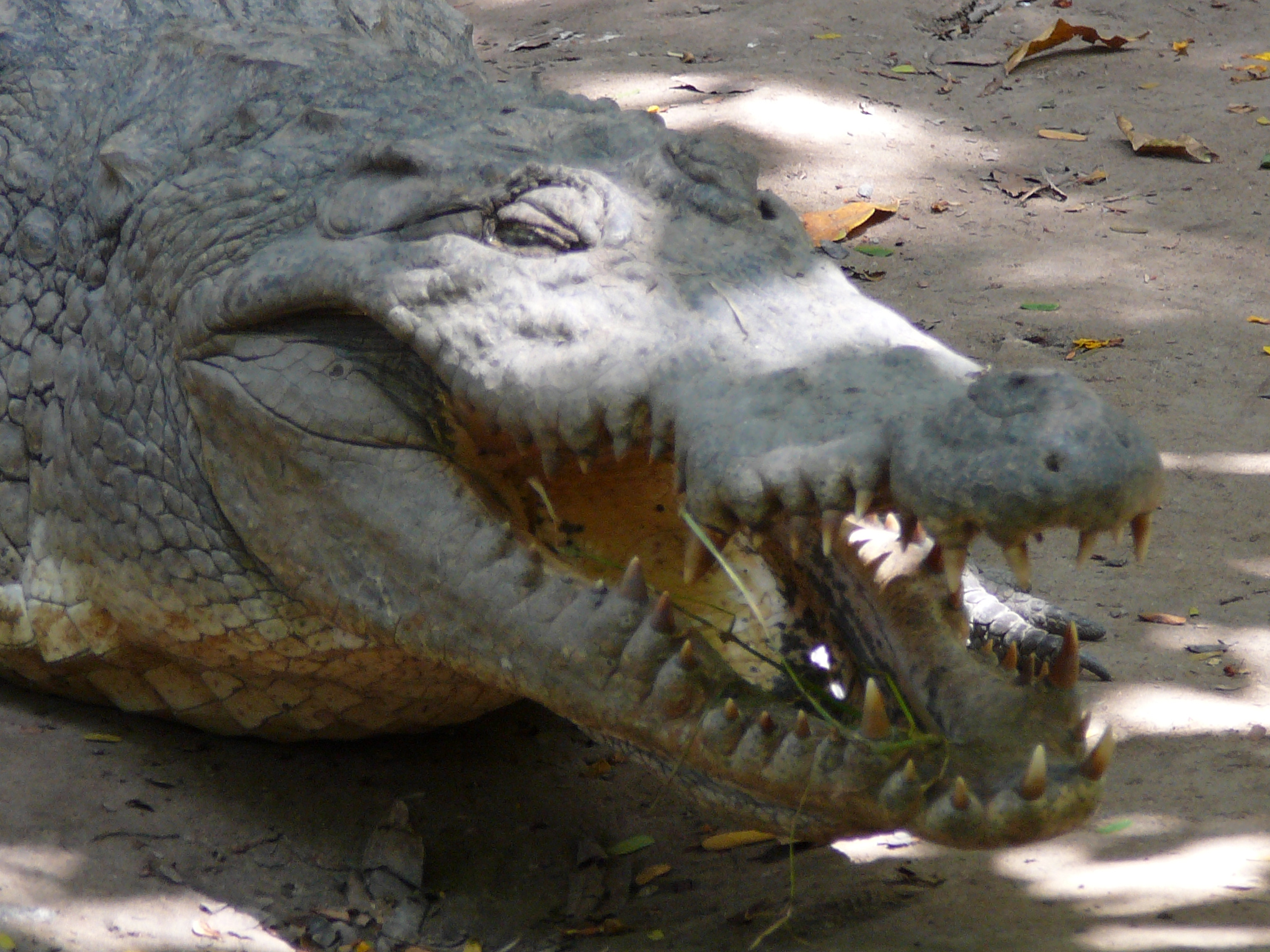
A krokodilok fogai nem ránőtt fogak, mint a többi hüllőé, hanem valódi, mederben ülő, gyökeres fogak

### Szaporodásbiológia
A herék a hasüregben a vesék mellett fekszenek. A kloáka hátsó részében fekvő hímvessző egyszerű, kúp alakú s mély csatorna fut rajta végig. A kloáka mindkét oldalán két nagy mirigy van, melyeknek váladéka erősen pézsmaillatú s valószínűleg a nemi tevékenységgel vannak kapcsolatban. Két másik hasonló minőségű mirigy található az állkapcsoknak a fej középvonalához közeleső oldalán. A nemi ingerültség alkalmával ezek a mirigyek csapszerűen kitüremkednek, ami már a fiatal állatokon is megfigyelhető. A krokodilok megtermékenyítése – természetesen – belső, a párzás a sekély vízben történik. A nőstény meszes héjú, vastag fehérjerétegű tojásokat rak a part homokjába, a fészekben ágdarabokat, leveleket is hord, hogy a bomlás közben keletkező hő segítsen a kikelésben. A fészket általában magasra építi homokból. Az anyaállat agresszíven védelmezi a fészket, bármire, amely a közelébe merészkedik rátámad (emberek is gyakran így esnek áldozatul krokodilnak). A fiókák nemét érdekes módon a fészekben uralkodó hő dönti el: 33 °C alatt nőstények, míg 33,9 °C felett hímek kelnek ki a tojásból. A kikelést az anyaállat is segíti, majd szájba véve a krokodilfiókákat a vízhez viszi őket, ahol még pár napig vigyáz rájuk. Megállapíthatjuk tehát, hogy a krokodilok utódgondozása messzemenően a legfejlettebb a hüllők között.
Így ír az Urania Állatvilág (Gondolat, Bp., 1969) a krokodilok fészkelési és utódgondozási szokásairól:
„A krokodilusok szaporodása is igen érdekes. Valamennyi hüllő közül – amennyire ez ismeretes – kitűnnek tevékeny ivadékgondozásukkal. A nőstény 20-tól 100-ig terjedő tyúk- és lúdtojás közti nagyságú, keményhéjú és likacsos tojásait vagy a parti homokba ásott gödörbe helyezi, s a kiköltést a Nap melegére bízza, vagy iszapból és füvekből fészket készít, a tojásait rothadó növényanyaggal takarja le, úgyhogy valóságos költőkemence jön létre. Az anyaállat az ivadékok kikelése közben, amely 70–90 napig tart, a fészken vagy annak közelében tartózkodik. Őrzi tojásait. Ceylon szigetén Deraniyagala még azt is megfigyelte, hogy a mocsári krokodilus (Crocodylus palustris) egy tócsa vizéből farokcsapásokkal hébe-hóba vizet fröcsköl fészkére, nyilván a fészekanyag korhadásának elősegítésére. Az ivadékok röviddel a kibúvás előtt a tojásban elkezdenek vartyogni. A nőstény ekkor odasiet, az ágakat vagy a homokot és földet félrekotorja, s az ivadékokat odavezeti vízhez.”

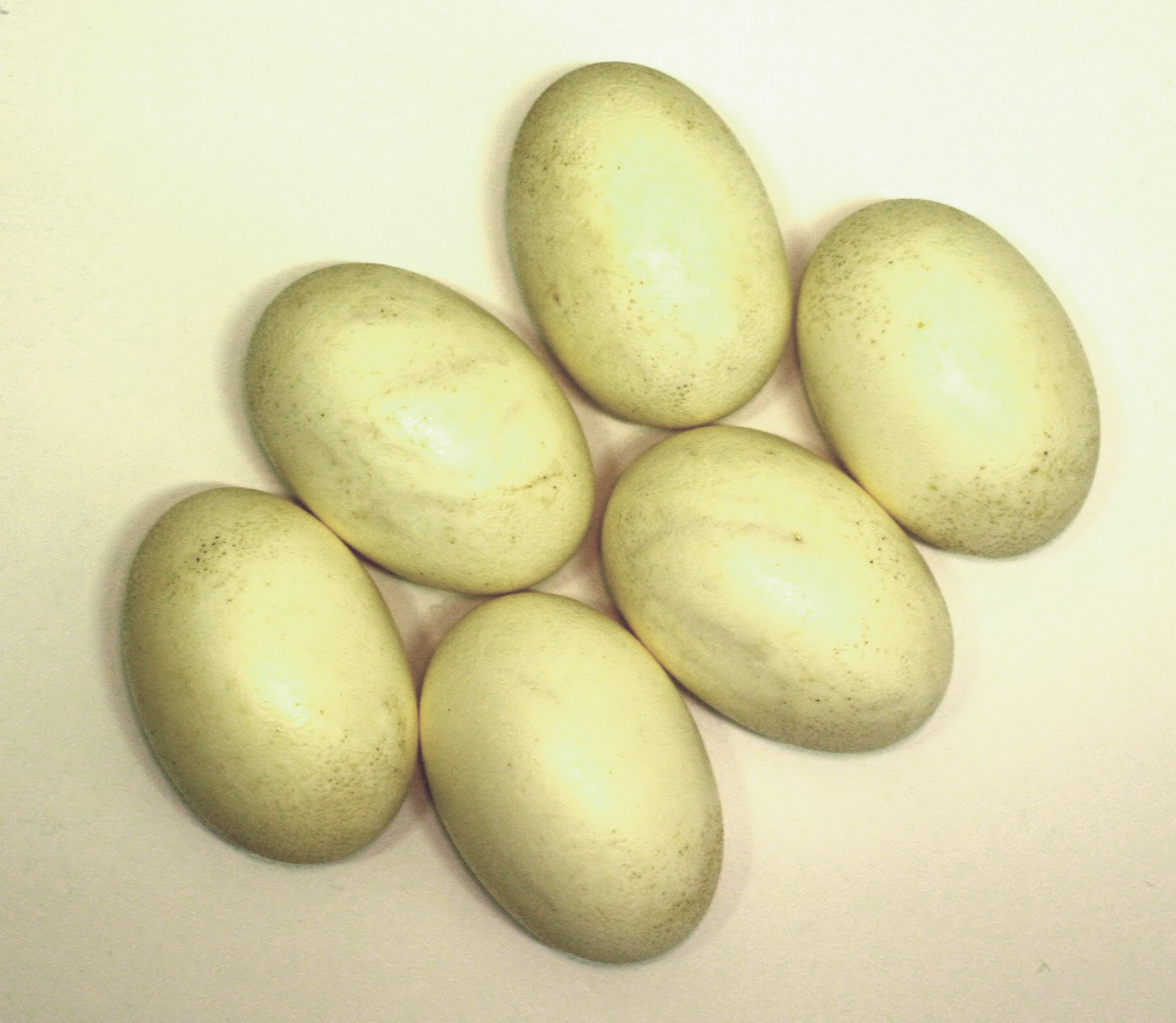
A nílusi krokodil meszes héjú tojásai

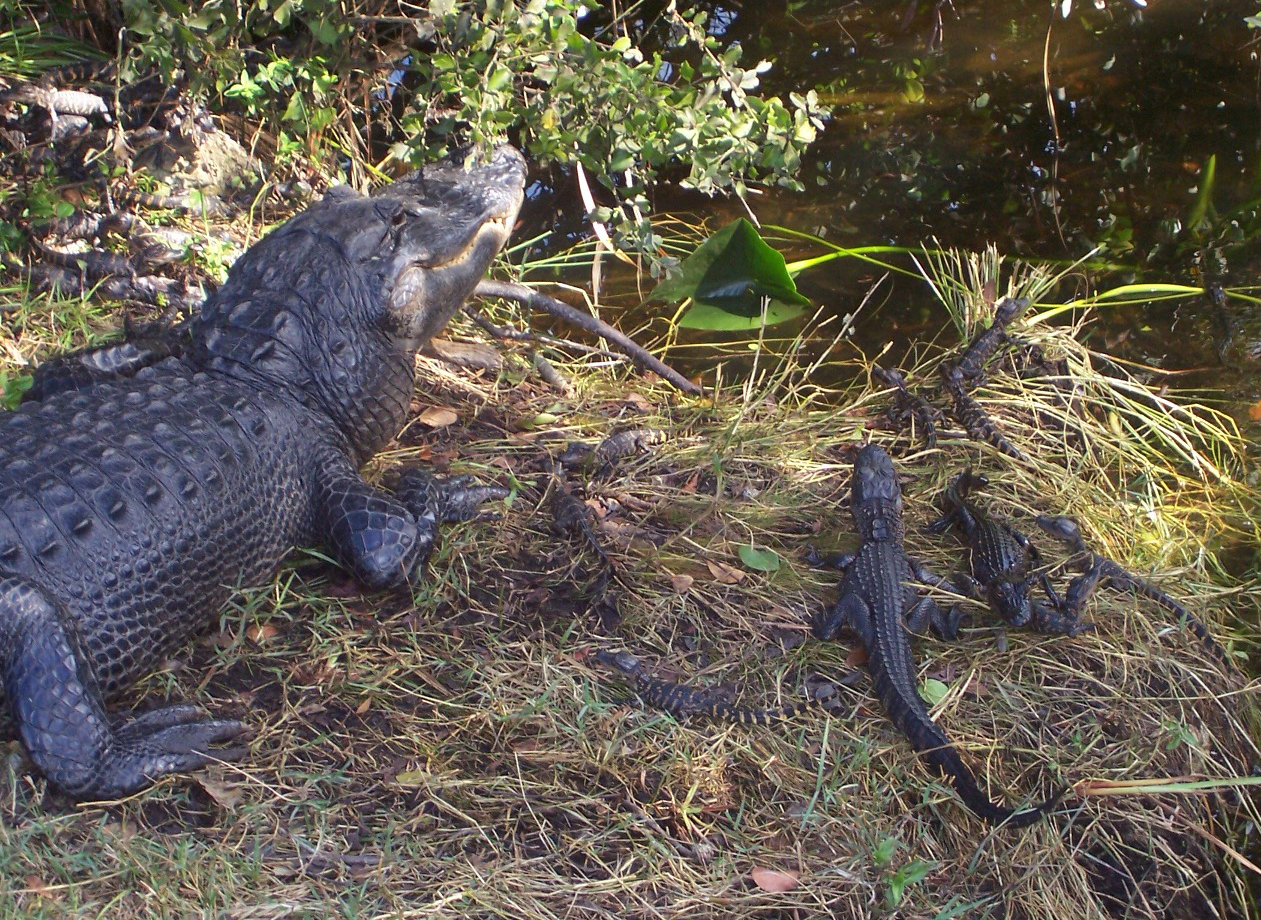
Csukaorrú aligátor nőstény frissen kikelt fiókáival

## Életmód
A krokodilok egy faj kivételével édesvízi ragadozók. A legnagyobb faj a nílusi krokodil – mely egyben a rend típusfaja is – akár a 6–8 métert is elérheti, de leírtak már kivételes, 10 méteres példányokat is. A krokodilok falánk ragadozók, mindenféle állati eredetű táplálékot felfalnak, sőt a dögöt sem vetik meg. Napközben a parton napoznak, hogy vérük felmelegedjék, inkább éjjel vadásznak, de ha van lehetőségük, nappal is zsákmányolnak – például az itatóra jövő állatokat vagy a partra jövő embereket. Bár a legtöbb helyen csúcsragadozóként nincs természetes ellensége, Dél-Amerikában gyakran esik a jaguár zsákmányául. A nagymacska két tulajdonságára támaszkodik elejtésekor. Egyrészt melegvérű, így reakcióideje kisebb a hüllőénél, fürgébb, hirtelenebb. Másrészt különösen erős állkapcsa van, ezzel megragadja a krokodilt a nyakánál fogva és rövid tusa után megfojtja azt. Európa és az Antarktisz kivételével minden kontinensen élnek képviselőik, ma mintegy 30 fajukat ismerjük. Mára csak elvétve tisztogatja ki a krokodilok száját és fogát egy kismadár, a krokodilmadár.

## A krokodilok és a madarak közös sajátosságai
A krokodilok és a madarak nagyon közeli rokonai egymásnak, ami már a korai anatómiai vizsgálatok során kiderült. A madarak, a dinoszauruszok, a pteroszauruszok és krokodilok egy rokonsági kört alkotnak, közösen Archosaurusoknak (Archosauromorpha, „uralkodó gyíkok” [ógörög]) nevezzük őket. A krokodilok közelebbi rokonai a madaraknak, mint a többi ma élő hüllőknek, melyet számos anatómiai sajátosság is alátámaszt:
- a bordáikon Y alakú horognyúlványokat találunk, melyek a bordát a mögötte lévőre támasztják, ezáltal a mellkas sokkal masszívabb, ellenállóbb lesz;
- koponyájukon két halántékgödör található (az ún. diapszida-koponyatípus);
- gyomruk két részre tagolódik, ún. kettős gyomor: egyik része szűkebb, hasonlít a madarak mirigyes gyomrára, a másik fala kimondottan izmos, olyan mint a madarak zúzógyomra; ebbe az állat még köveket is nyel, hogy segítse a táplálék megőrlését;
- vérkeringésük hasonlóan fejlett, mert a szívben a kamrai válaszfal teljesen zárt (az artériás rendszer speciális felépítése miatt a vér kissé keveredik, ezért nem alakulhat ki állandó testhőmérséklet);
- tüdejükhöz légzsákok kapcsolódnak, amelyek az ő esetükben a minél több oxigén megtartását szolgálják a víz alatt;
- szemükön hármas szemhéjat találunk, akárcsak a madarakén: egy alsó és egy felső szemhéj, valamint egy vékonyabb pislogóhártya;
- agyuk felépítése teljesen a madáragy felépítését tükrözi (a kisagy méretében van némi különbség, mert ez a madaraknál a repülő életmód következtében fejlettebb, nagyobb);
- tojásszerkezetükben közös: egyrészt mészhéjú tojásokat raknak, másrészt vastag fehérjerétege van (a többi hüllő tojása lágy szaruhéjú és nincs fehérjéje – vagy csak csekély);
- felettébb fejlett ivadékgondozás: az anyaállat őrzi a fészekbe rakott tojásokat, és a kikelő utódokat pár napig gondozza is (a madarak utódgondozása természetesen ennél jóval fejlettebb, de a krokodilok e kezdetleges ivadékgondozása óriási előrelépés a többi hüllőhöz képest).

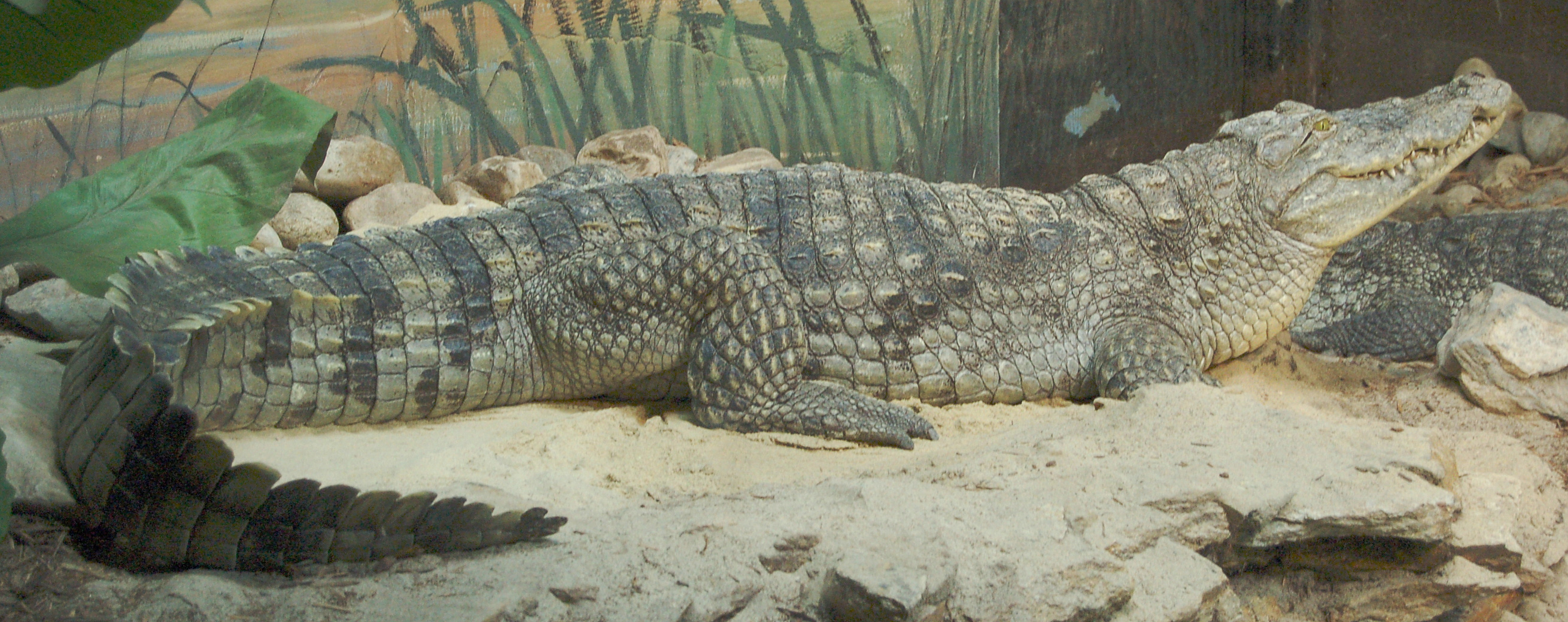
A krokodilok kamrai válaszfala tökéletesen zárt a szívben, de az artériás érrendszer speciális felépítése miatt a vér mégis keveredik, így nem alakul ki állandó testhőmérséklet. Ezért napozásra van szükségük, mint a képen látható nílusi krokodilnak

## Rendszerezés
A rendbe az alábbi ma élő családok, nemek és fajok tartoznak.

### Gaviálfélék
A gaviálfélék (Gavialidae) családjába 1 nem tartozik
- Gavialis (Oppel, 1811) – 1 faj
  - Gangeszi gaviál (Gavialis gangeticus)

### Aligátorfélék
Az aligátorfélék (Alligatoridae) családjába 4 nem tartozik
- Alligator (Cuvier, 1807) – 2 faj
  - Mississippi aligátor (Alligator mississippiensis)
  - Kínai aligátor (Alligator sinensis)

- Caiman (Spix, 1825) – 3 faj
  - Pápaszemes kajmán (Caiman crocodilus)
  - Sakáre-kajmán (Caiman latirostris)
  - Yacare kajmán (Caiman yacare)

- Melanosuchus (Gray, 1862) – 1 faj
  - Fekete kajmán (Melanosuchus niger)

- Paleosuchus (Gray, 1862) – 2 faj
  - Cuvier-törpekajmán (Paleosuchus palpebrosus)
  - Schneider-törpekajmán (Paleosuchus trigonatus)

### Krokodilfélék
A krokodilfélék (Crocodylidae) családjába 3 nem tartozik
- Crocodylus (Laurenti, 1768) – 12 faj
  - Hegyesorrú krokodil (Crocodylus acutus)
  - Páncélos krokodil (Crocodylus cataphractus)
  - Orinocói krokodil (Crocodylus intermedius)
  - Johnson-krokodil (Crocodylus johnsoni)
  - Mindoro-krokodil (Crocodylus mindorensis)
  - Púpos krokodil (Crocodylus moreletii)
  - Nílusi krokodil (Crocodylus niloticus)
  - Új-guineai krokodil (Crocodylus novaeguineae)
  - Mocsári krokodil (Crocodylus palustris)
  - Bordás krokodil (Crocodylus porosus)
  - Rombuszkrokodil (Crocodylus rhombifer)
  - Sziámi krokodil (Crocodylus siamensis)

- Osteolaemus (Cope, 1861) – 1 faj
  - Tompaorrú krokodil (Osteolaemus tetraspis)

- Tomistoma (Müller, 1846) – 1 faj
  - Szunda-krokodil (Tomistoma schlegelii)

### Filogenetikus családfa
A krokodilok kihalt és ma élő családjainak filogenetikus családfája:
```
Eusuchia

  ├──
Hylaeochampsa

  └──┬──
Allodaposuchus

       └──
Krokodilok
 
(Crocodilia)

              ├──
Gavialidea

              │     ├──
Eothoracosaurus

              │     └──┬──
Thoracosaurus

              │          └──┬──
Argochampsa

              │               ├──
Eosuchus

              │               └──
Gaviálfélék
 
(Gavialidae)

              └──┬──
Borealosuchus

                   └──┬──
Pristichampsus

                        └──
Brevirostres

                             ├──
Alligatoroidea

                             │     ├──
Leidyosuchus

                             │     ├─?
Deinosuchus

                             │     └──
Globidonta

                             │            ├──
Stangerochampsa

                             │            ├──
Brachychampsa

                             │            └──
Aligátorfélék
 
(Alligatoridae)

                             │            |-- 
Aligátorformák
 
(Alligatorinae)

                             │            '-- 
Kajmánformák
 
(Caimaninae)

                             │            |-- 
Palaeosuchus

                             │            '-- Közös ős
                             │            |-- 
Caiman

                             │            '-- 
Fekete kajmán
 
(Melanosuchus niger)

                             └──
Crocodyloidea

                                   ├──
Prodiplocynodon

                                   └──┬──
Asiatosuchus

                                        └──┬──
Brachyuranochampsa

                                             └──┬──
Harpacochampsa

                                                  └──
Krokodilfélék
 
(Crocodylidae)

                                                         |-- 
Szunda-krokodil
 
(Tomistoma schlegeli)

                                                         '-- 
Krokodilformák
 
(Crocodylinae)

                                                              |-- 
Tompaorrú krokodil
 
(Osteolaemus tetraspis)

                                                              '-- 
Crocodylus
```

## A krokodilhús fogyasztása

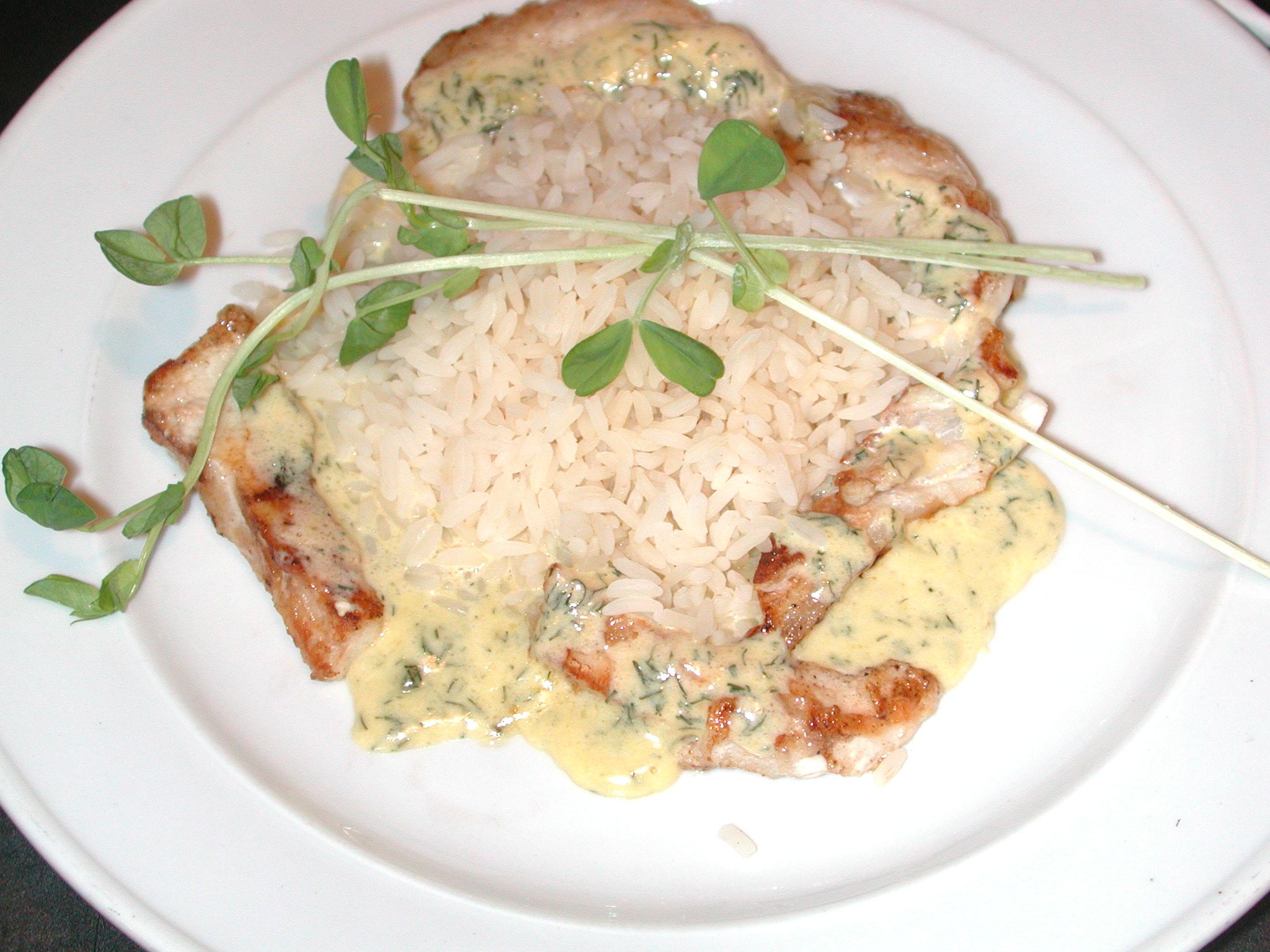
Sült bordáskrokodil-hús, mártással és rizzsel tálalva (Ausztrália, Queensland)

Napjainkban már jóformán csak a tenyésztelepeken nevelt krokodilok bőre és húsa használható fel kereskedelmi célokra. A krokodilfajok többsége védett a legtöbb országban. Vadon történő elejtésük szigorú engedélyekhez kötött. A leggyakrabban fogságban tenyésztett krokodilok a bordás és a nílusi krokodil, de létezik egy, a bordás és sziámi krokodil keresztezéséből létrehozott hibridfaj is, amely az ázsiai telepeken gyakori.
Húsa mellett a tojása is kedvelt fogás. A bordás krokodil tojásait Ausztráliában gyűjtik be. Az effajta tenyésztés az állat helyi populációjának növekedését eredményezte.
A feljegyzések szerint legkorábban a vietnámi gasztronómiában jelent meg a krokodilhús, míg Kínában fogyasztása hosszú ideig tabunak számított. Lassacskán elterjedt aztán számos más országban Ázsia és Afrika szerte, így Thaiföldön, Kínában, Etiópiában, Dél-Afrikában és Kubában is. Az Egyesült Államok déli részén ma is kedvelt és rendszeres a mississippi aligátor húsának fogyasztása.
Általában a farokrész és a hátrész tartalmazza a legtöbb és legjobb húst. Elkészítésére számtalan módot kitaláltak már. Húsa kimondottan egészséges alacsony zsírtartalma és magas fehérjetartalma miatt. Napjainkban igen népszerű a sportolók és testépítők körében. Forrása Omega-3 zsírsavaknak, magas a rosttartalma, rengeteg káliumot, B-12 vitamint és vasat tartalmaz, továbbá igen alacsony a koleszterintartalma.